# András Baronyi
András István Baronyi, noto anche come Andor Baronyi (Budapest, 13 settembre 1892 – Budapest, 6 giugno 1944), è stato un nuotatore, lunghista e dirigente sportivo ungherese, specializzato nello stile dorso.

## Biografia
Il 17 novembre 1907 stabilì il primo record mondiale ufficiale dei 100 metri rana in 1'24"0. 
Divenne campione ungherese nei 200 m rana nel 1908. 
Rappresentò l'Ungheria ai Giochi olimpici estivi di Londra 1908, dove fu eliminato in batteria nei 200 m rana.
Il 17 luglio 1911 realizzò il primato mondiale dei 100 m dorso grazie al tempo di 1'18"8, migliorando di due secondi il primato detenuto dal belga Maurice Wechesser.
Vinse il titolo nazionale nei 150 m dorso nel 1911 e 1912.
Tornò alle Olimpiadi a Stoccolma 1912 si classificò 4º nei 100 m dorso. Nonostante fosse iscritto alla gara, non scese in acqua nei 200 m rana.
Gareggiò anche nell'atletica leggera nel salto in lungo da fermo negli eventi di atletica leggera. 
Dopo aver completato gli studi, divenne un ufficiale di ingegneria. 
Nel primo dopoguerra, divenne presidente della Federazione ungherese di nuoto.  
Morì nel 1944 a causa di una malattia.